# Albumy numer jeden w roku 1990 (Japonia)
Notowanie Weekly Album Chart (jap. 週間アルバムランキング Shūkan Arubamu Chāto) przedstawia najlepiej sprzedające się albumy w Japonii. Publikowane jest ono przez magazyn Oricon Style, a dane kompletowane są przez Oricon w oparciu o cotygodniowe wyniki sprzedaży fizycznej albumów. Poniżej znajdują się tabele prezentujące najpopularniejsze albumy w danych tygodniach w roku 1990.

## Oricon Weekly Album Chart
| Data            | Album | Wykonawca                                  | Źródło |
| --------------- | --- | ------------------------------------------ | ------ |
| 1 stycznia      | “GIGS” JUST A HERO TOUR 1986                                                                                   | BOØWY                                      | [ 1 ]  |
| 8 stycznia      | wstrzymanie publikacji                                                                                         | wstrzymanie publikacji                     | [ 1 ]  |
| 15 stycznia     | VOICE | Hound Dog                                  | [ 1 ]  |
| 22 stycznia     | Southern All Stars                                                                                             | Southern All Stars                         | [ 1 ]  |
| 29 stycznia     | Southern All Stars                                                                                             | Southern All Stars                         | [ 1 ]  |
| 5 lutego        | Southern All Stars                                                                                             | Southern All Stars                         | [ 1 ]  |
| 12 lutego       | Aku no hana (jap. 悪の華)                                                                                      | BUCK-TICK                                  | [ 1 ]  |
| 19 lutego       | HURRY UP MODE (1990MIX)                                                                                        | BUCK-TICK                                  | [ 1 ]  |
| 26 lutego       | HURRY UP MODE (1990MIX)                                                                                        | BUCK-TICK                                  | [ 1 ]  |
| 5 marca         | Nagabuchi Tsuyoshi LIVE'89 (jap. 長渕剛LIVE'89)                                                                | Tsuyoshi Nagabuchi                         | [ 1 ]  |
| 12 marca        | Greatest Venus (jap. グレイテスト ビーナス)                                                                    | Go-Bang’s                                  | [ 1 ]  |
| 19 marca        | Greatest Venus (jap. グレイテスト ビーナス)                                                                    | Go-Bang’s                                  | [ 1 ]  |
| 26 marca        | Kōkyō kumikyoku „Dragon Quest IV” michibikareshi monotachi (jap. 交響組曲「ドラゴンクエストIV」導かれし者たち) | Kōichi Sugiyama, Orkiestra Symfoniczna NHK | [ 1 ]  |
| 2 kwietnia      | Singles ~NORIKO BEST~                                                                                          | Noriko Sakai                               | [ 1 ]  |
| 9 kwietnia      | San (jap. 参)                                                                                                  | Otokogumi                                  | [ 1 ]  |
| 16 kwietnia     | rosette | Shizuka Kudō                               | [ 1 ]  |
| 23 kwietnia     | eeney meeney barbee moe                                                                                        | Barbee Boys                                | [ 1 ]  |
| 30 kwietnia     | ROMANTIC 1990                                                                                                  | Complex                                    | [ 1 ]  |
| 7 maja          | KOOL KIZZ | Ziggy                                      | [ 1 ]  |
| 14 maja         | LINDBERG III                                                                                                   | LINDBERG                                   | [ 1 ]  |
| 21 maja         | Far East Cafe                                                                                                  | Kazumasa Oda                               | [ 1 ]  |
| 28 maja         | LINDBERG III                                                                                                   | LINDBERG                                   | [ 1 ]  |
| 4 czerwca       | Wink First Live Shining Star                                                                                   | Wink                                       | [ 1 ]  |
| 11 czerwca      | SPRINKLE | Kiyotaka Sugiyama                          | [ 1 ]  |
| 18 czerwca      | I’m Breathless (jap. アイム・ブレスレス)                                                                       | Madonna                                    | [ 1 ]  |
| 25 czerwca      | I’m Breathless (jap. アイム・ブレスレス)                                                                       | Madonna                                    | [ 1 ]  |
| 2 lipca         | MIND CRUISIN'                                                                                                  | Anri                                       | [ 1 ]  |
| 9 lipca         | Kiss ~a cote de la mer~                                                                                        | Takako Okamura                             | [ 1 ]  |
| 16 lipca        | tokyo | Misato Watanabe                            | [ 1 ]  |
| 23 lipca        | BONGA WANGA | Toshinobu Kubota                           | [ 1 ]  |
| 30 lipca        | BONGA WANGA | Toshinobu Kubota                           | [ 1 ]  |
| 6 sierpnia      | Cool Summer | Hikaru Genji                               | [ 1 ]  |
| 13 sierpnia     | The Best of Dreams                                                                                             | Rebecca                                    | [ 1 ]  |
| 20 sierpnia     | OOPS! | The Checkers                               | [ 1 ]  |
| 27 sierpnia     | The Best of Dreams                                                                                             | Rebecca                                    | [ 1 ]  |
| 3 września      | JEEP | Tsuyoshi Nagabuchi                         | [ 1 ]  |
| 10 września     | Inamura Jane (jap. 稲村ジェーン)                                                                               | Southern All Stars & All Stars             | [ 1 ]  |
| 17 września     | Inamura Jane (jap. 稲村ジェーン)                                                                               | Southern All Stars & All Stars             | [ 1 ]  |
| 24 września     | BUST WASTE HIP                                                                                                 | The Blue Hearts                            | [ 1 ]  |
| 1 października  | APOLLO | Senri Ōe                                   | [ 1 ]  |
| 8 października  | Inamura Jane                                                                                                   | Southern All Stars & All Stars             | [ 1 ]  |
| 15 października | Kedamono no arashi (jap. ケダモノの嵐)                                                                         | Unicorn                                    | [ 1 ]  |
| 22 października | JUSTICE | Hideaki Tokunaga                           | [ 1 ]  |
| 29 października | Kokon tōzai (jap. 古今東西)                                                                                    | Chisato Moritaka                           | [ 1 ]  |
| 5 listopada     | RHYTHM RED | TMN                                        | [ 1 ]  |
| 12 listopada    | WONDER 3 | Dreams Come True                           | [ 1 ]  |
| 19 listopada    | RISKY | B’z                                        | [ 1 ]  |
| 26 listopada    | Tanjō (jap. 誕生)                                                                                              | Yutaka Ozaki                               | [ 1 ]  |
| 3 grudnia       | Tengoku no Door (jap. 天国のドア)                                                                              | Yumi Matsutōya                             | [ 1 ]  |
| 10 grudnia      | Tengoku no Door (jap. 天国のドア)                                                                              | Yumi Matsutōya                             | [ 1 ]  |
| 17 grudnia      | POCKET | Mariko Nagai                               | [ 1 ]  |
| 24 grudnia      | After Tone II                                                                                                  | Takako Okamura                             | [ 1 ]  |
| 31 grudnia      | PRINCESS PRINCESS                                                                                              | Princess Princess                          | [ 1 ]  |